# Teresita Fortín
Teresa Victoria Fortín Franco (17 tháng 11 năm 1885 - 19 tháng 1 năm 1982) là một họa sĩ người Honduras.
Sinh ra ở Yuscarán, trong một gia đình trung lưu, Fortín xuất thân từ một gia đình thợ mỏ Creole gốc Pháp. bà ấy đã thể hiện tài năng nghệ thuật từ nhỏ, nhưng không thể theo đuổi sự nghiệp trong nghệ thuật do giới tính của mình. Thay vào đó, bà đi đến Tegucigalpa, nơi bà học tại Trường dành cho các thiếu nữ do Concha Maldonado điều hành. Trong những năm 1920, bà làm giáo viên tại trường tiểu học ở Valle de Angeles. Một căn bệnh nghiêm trọng vào năm 1930 đã buộc bà nghỉ hưu, và bà đã vẽ tranh và sơn dầu như một sở thích. Bà đã trưng bày bàng việc tại Thư viện Quốc gia Honduras năm 1933, dưới sự bảo trợ của Ban Thư ký Giáo dục, nhận được kết quả là những bài học riêng với Maximiliano Ramírez Euceda. Khi Alejandro del Vecchio đã được thuê bởi Đức Tổng Giám mục Agustín Hombach để khôi phục lại chương trình trang trí của nhà thờ Tegucigalpa bà được thuê làm trợ lý của ông, phát triển kết quả là một quan tâm đến bức tranh tôn giáo. bà cũng quan tâm đến bàng việc của Pablo Zelaya Sierra. Fortín được Carlos Zúñiga Figueroa thuê để giảng dạy tại học viện nghệ thuật của mình tại cơ sở vào năm 1932.
Trong sự nghiệp của mình, bà đã làm việc với Quỹ Carnegie, hỗ trợ khai quật và phục hồi địa điểm khảo cổ tại Copán năm 1938. Bà tiếp tục thể hiện bàng việc cả trong các triển lãm cá nhân và trong các chương trình nhóm. Năm 1976, bà trình bày một chu kỳ của những bức tranh tự truyện miêu tả những khoảnh khắc khác nhau trong cuộc đời bà. bà đã nhận được giải thưởng Pablo Zelaya Sierra cho bàng việc của mình vào năm 1980.
Fortín chết ở Tegucigalpa.